# Solomia, Haivoron
Solomia (în ucraineană Соломія) este o comună în raionul Haivoron, regiunea Kirovohrad, Ucraina, formată numai din satul de reședință.

## Demografie
Componența lingvistică a comunei Solomia
     Ucraineană (97,99%)
     Rusă (1,46%)
     Alte limbi (0,36%)
Conform recensământului din 2001, majoritatea populației comunei Solomia era vorbitoare de ucraineană (97,99%), existând în minoritate și vorbitori de rusă (1,46%).